# Parque nacional de Narew
El Parque Nacional de Narew (en polaco: Narwiański Park Narodowy) es un Parque Nacional en el Voivodato de Podlaquia, en el noreste de Polonia, al cual atraviesa el Río Narew.  La superficie total del Parque son 73.5 km², de los cuales solamente 20.57 km² son de titularidad estatal. El Parque Nacional de Narew fue creado en 1996.
El Parque ocupa el valle alto del río Narew, una zona pantanosa entre las localidades de Suraz  y Rzedziany.  Alrededor del 90% del Parque son o bien pantanos, o bien aguas del río Narew y de otros ríos más pequeños, pero numerosos como los siguientes: Liza, Szeroka Struga, Awissa, Kurówka, Kowalówka, Turośnianka y Czaplinianka.
El paisaje del Parque está configurado principalmente por numerosas variedades de juncos, así como prados y bosque. El valle del río Narew es muy reconocido por su profusión de aves - se contabilizan 179 especies, incluyendo algunas especies únicas para esta zona-. Los mamíferos están representados por unas 40 especies, como alces y más de 250 castores. Las aguas del parque cuentan con más de 22 especies de peces y numerosos anfibios. Los humedales del Parque han sido reconocidos como sitio protegido por el Convenio de Ramsar.

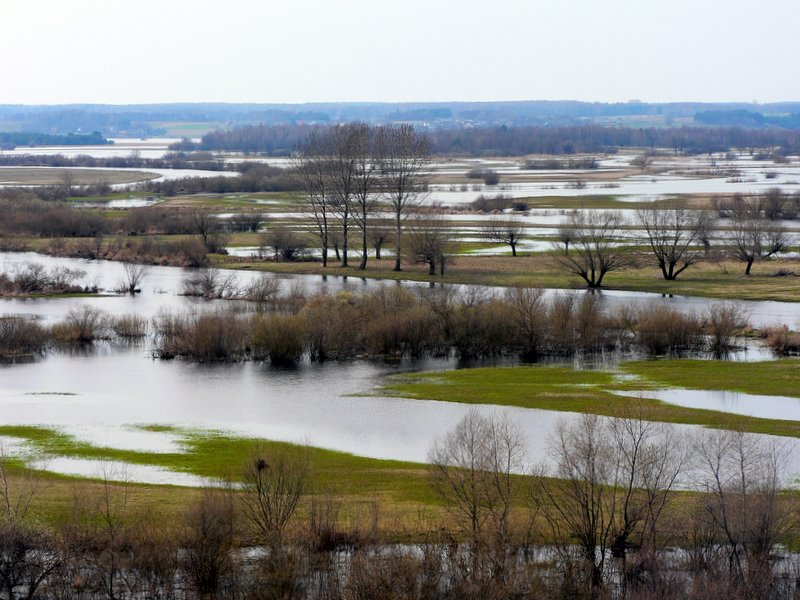
Vista del Parque Nacional en invierno

Las atracciones culturales del Parque están representadas principalmente por los edificios, así como por numerosa tradiciones locales, antiguas cruces en los cruces de caminos y molinos. Una de las atracciones del parque es un museo arqueológico privado, propiedad de Władysław Litwinczuk. El parque también incluye una antigua casa de campo solariega en el pueblo de Kurów.
El Parque tiene sus oficinas principales en el pueblo de Kurowo. El Parque incluye un Área protegida estricta, denominada Parque protegido Narew.